# حزب العمل المصري
حزب العمل المصري حزب سياسي في مصر تأسس كحزب اشتراكي العام 1978 ثم تحول إلى «حزب إسلامي» وتم تجميده بسبب خلافات على رئاسة الحزب في مايو 2000. عضويته مفتوحة للمسلمين والأقباط. وهو حزب ذو توجه إسلامي. ويركز على البعد العربي، حيث لا يرى «تعارضا» بين العروبة والإسلام. وباعتبار أن الإسلام هو المرجعية الحاكمة في توجهاته وبرامجه.. وهو يعلي من شأن قضية الاستقلال الوطني والقومي.. ويرفض التبعية لما يصفه ب «الحلف الصهيوني - الأمريكي», ويؤمن «بتحرير» كافة الأراضي العربية والإسلامية وعلى رأسها فلسطين والعراق وأفغانستان.

## تاريخ الحزب
تأسس في 9 سبتمبر 1978 امتدادا لحركة (مصر الفتاة) التي تم تأسيسها عام 1933 على يد الزعيم أحمد حسين وتحولت إلى الحزب الوطني الإسلامي عام 1939م ثم إلى' الحزب الاشتراكي عام 1949 وتم حلها مع باقي الأحزاب السياسية عام 1953.
وجرت إعادة التأسيس في عام 1978 في إطار التجربة التعددية الحزبية الجديدة برئاسة إبراهيم شكري (نائب رئيس حزب مصر الفتاة ثم الحزب الاشتراكي) وهو الذي رأس الحزب حتى مماته في 2008.
أعلن الحزب التوجه الإسلامي في عام 1986 وتكرس التحول الإسلامي في مؤتمر الحزب الخامس 1989.. الذي عقد تحت شعار (إصلاح شامل من منظور إسلامي), وحيث تولى المفكر الإسلامي الراحل عادل حسين موقع الأمين العام للحزب، إضافة إلى موقعة كرئيس تحرير لجريدة الشعب.
خاض الحزب معارك وطنية وإسلامية بحزم وشراسة..ضد النظام الاستبدادي التابع، الأمر الذي أدى إلى صدور قرار غير مشروع من لجنة الأحزاب بتجميد الحزب وإيقاف جريدته «الشعب» في 20 مايو 2000 والتي رأس تحريرها الأستاذ مجدي أحمد حسين عام 1993م.
وحصل الحزب وجريدته على أحكام قضائية عدة لصالحه امتنعت الحكومة عن تنفيذها، ولا تزال القضايا الخاصة بالحزب والجريدة متداولة في المحاكم.
جاءت ثورة 25 يناير لتفرج عن الحزب وأصبح الحزب الآن حزبا قانونيا ومعترف به من الدولة.
بعد وفاة عادل حسين تولى مجدي أحمد حسين موقع الأمين العام بالانتخاب من اللجنة التنفيذية، وقرر الحزب مواصلة نشاطه بصورة اعتيادية وعدم اعتداده بالقرار الإداري للجنة شئون الأحزاب الحكومية غير المشروع، ومواصلة إصدار جريدة «الشعب» على الإنترنت والتي كانت أولى الصحف على شبكة الإنترنت منذ عام 1997م.

## انتخابات 1990
امتنع الحزب وعدد قليل من الآخرين عن التصويت بسبب تعديل قانون الانتخابات لعام 1972 الذي يحظر القوائم الموحدة، مع محاولة حزب العمل الاشتراكي الاندماج مع جماعة الإخوان المسلمين على أمل تغيير وجهة نظر الإخوان المسلمين حول الإسلام بشكل أكبر. بطريقة يسارية، لكن هذه الخطة فشلت عندما تم تعليقها عام 2000. لا يزال الإخوان المسلمون وحزب العمل حليفين كبيرين.

## قمع السادات للحزب
قبل أن يكون الحزب مناهضًا لمبارك، كان يعارض أنور السادات بشدة من خلال جريدته واحتجاجاته المستمرة. أدى ذلك إلى اعتقال معظم رؤساء الحزب، الأمر الذي أدى بدوره إلى سقوط الحزب في الثمانينيات.

## 2000 تعليق
في 20 مايو 2000، قررت اللجنة المصرية لشؤون الأحزاب (اللجنة المكلفة بالتصريح بتشكيل الأحزاب السياسية في مصر) تجميد نشاط حزب العمل وتعليق جريدته الشعب.. وأشارت اللجنة إلى المادة 17 من قانون الأحزاب السياسية، والتي تمكنها من تعليق نشاط أي حزب، كوسيلة لوقف أي قرار أو تصرف من قبل أي حزب يتعارض مع المصالح العليا للبلاد. وعزت اللجنة قرارها إلى الانقسام داخل صفوف الحزب، حيث يتزعم أحدهما حمدي أحمد عضو اللجنة التنفيذية للحزب، والآخر بقيادة أحمد إدريس. وأشارت اللجنة في قرارها إلى الشكوى الرسمية المقدمة من هؤلاء الأعضاء بشأن اختيار رئيس جديد للحزب. كما طالب عضوا الحزب بوقف نشر «الشعب» وتجميد حسابه المصرفي. ووصف رئيس حزب العمل إبراهيم شكري هذه المطالب بأنها غير شرعية.

## الانقسام
انقسم حزب العمل الإسلامي في يونيو 2011 عندما أنشأ بعض قادة الحزب حزب التوحيد العربي في يونيو 2011.

## 2011 إلى الوقت الحاضر
أصبح الحزب جزءًا من التحالف المناهض للانقلاب «التحالف الوطني لدعم الشرعية» في أعقاب الانقلاب العسكري عام 2013.

## دعوى ضد أحزاب إسلامية
حزب العمل الإسلامي المصري هو أحد الأحزاب الإسلامية الأحد عشر التي استهدفتها دعوى قضائية في نوفمبر 2014، عندما سعت منظمة تسمى الجبهة الشعبية لمناهضة الإخوان في مصر إلى حل جميع الأحزاب السياسية القائمة «على أساس ديني».  ومع ذلك، قضت محكمة الأمور المستعجلة بالإسكندرية في 26 نوفمبر 2014 بأنها تفتقر إلى الاختصاص القضائي.

## وصلات خارجية
- موقع حزب العمل المصري
- موقع جريدة الشعب الالكترونية